# Кириллица
Кири́ллица — один из двух (наряду с глаголицей) древнейших славянских алфавитов, восходящий к греческому алфавиту и сложившаяся на рубеже IX—X веков буквенная письменность. Лежит в основе письменностей, используемых для различных языков в Юго-Восточной Европе, Восточной Европе, на Кавказе, в Центральной, Северной и Восточной Азии. Первой формой этого алфавита была старославянская кириллица, созданная для старославянского языка. Наименование восходит к имени миссионера Кирилла, хотя самим Кириллом была создана не кириллица, а другой алфавит для старославянского языка — глаголица. Старославянская кириллица была разработана в Первом Болгарском царстве в среде учеников Кирилла и Мефодия. Среди исследователей имеется также точка зрения, теряющая свою актуальность, что Кириллом была составлена именно кириллица, а глаголица является вторым по времени создания славянским алфавитом (см. вопрос старшинства кириллицы и глаголицы).
Почти во всех славянских землях вплоть до XI века кириллица использовалась параллельно с глаголицей. У западных славян кириллица быстро вышла из употребления, её заменило латинское письмо. К кириллице же восходят алфавиты почти всех южных (болгарский, сербо-хорватский, македонский) и всех восточных (белорусский, русский, украинский) славянских языков. До 1860-х годов кириллический алфавит использовался для румынского языка.
После распада СССР от кириллицы в пользу латиницы отказались Молдова, Азербайджан, Узбекистан, Туркменистан. Казахстан планировал переход на латиницу (для казахского языка) к 2025 году, однако позднее его срок был скорректирован на период с 2023 по 2031 год. При этом страны Балтии, Грузия и Армения никогда не использовали кириллицу для своих языков.
Кириллическая графика в своей гражданской модификации законодательно закреплена в качестве основы алфавитов почти всех неславянских народов России, а также некоторых языков, имеющих распространение в странах, входивших в СССР (казахского, киргизского).

## История создания и развития

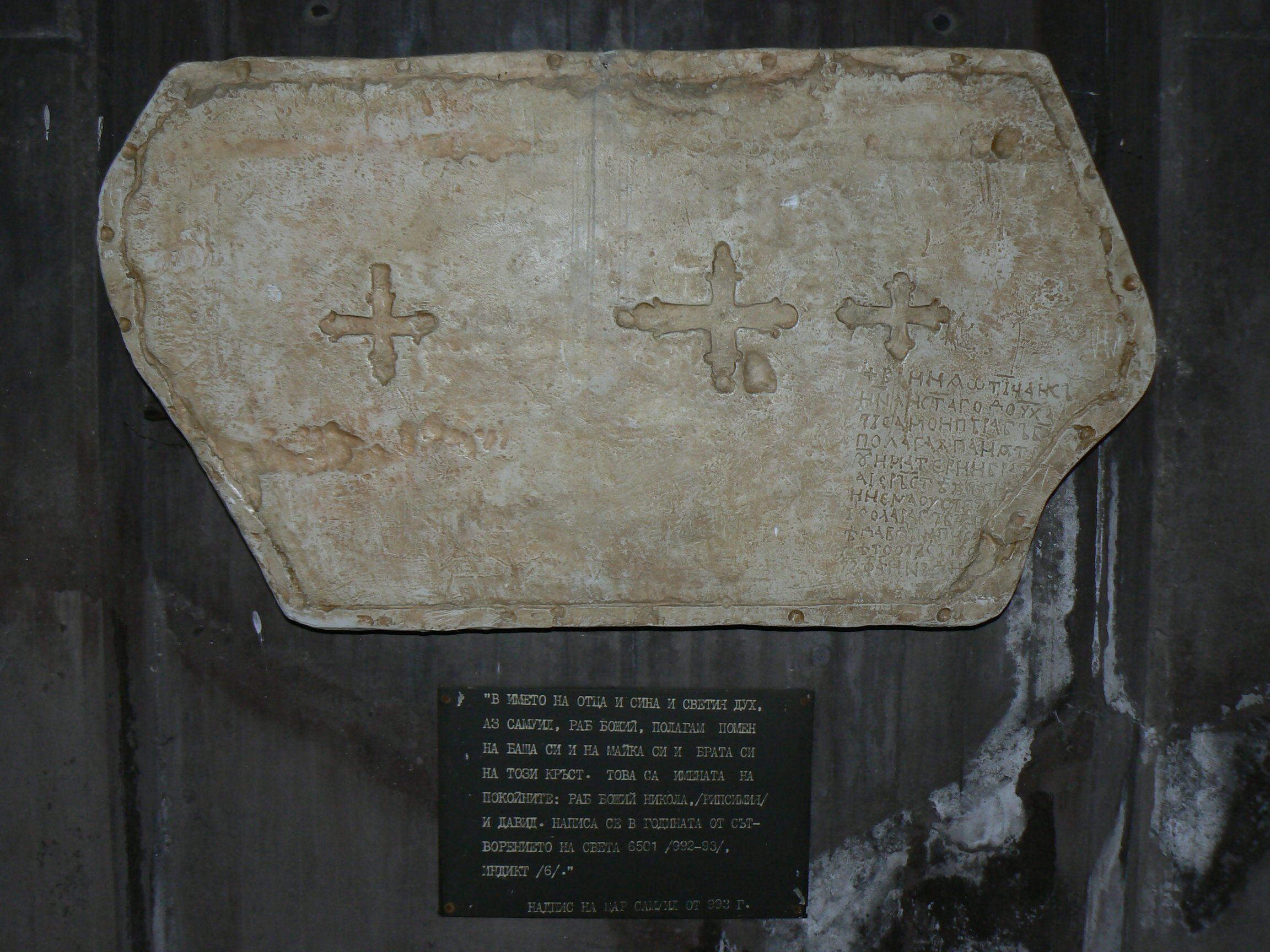
Надпись Самуила — древнейший памятник кириллицы (993)

Около 863 года братья Константин (Кирилл) Философ и Мефодий из Солуни (Салоники) по приказу византийского императора Михаила III упорядочили письменность для старославянского языка и использовали новую азбуку для перевода на славянский язык греческих религиозных текстов:44. Долгое время дискуссионным оставался вопрос, была ли это кириллица (и в таком случае глаголицу считают тайнописью, появившейся после запрещения кириллицы) или глаголица — азбуки, различающиеся почти исключительно начертанием. В настоящее время в науке преобладает точка зрения, согласно которой глаголица первична, а кириллица вторична (в кириллице глаголические буквы заменены на известные греческие). Так, большинство учёных склонно считать, что глаголицу создал Константин (Кирилл) Философ, а кириллицу — его ученик Климент Охридский, последовательно работавший в Плиске и Охриде в Первом Болгарском царстве. Глаголица длительное время в несколько изменённом виде употреблялась у хорватов (до XIX в).
Появление кириллицы, основанной на греческом уставном (торжественном) письме — унциале:45, связывают с деятельностью болгарской школы книжников (после Кирилла и Мефодия). В частности, в житии св. Климента Охридского прямо пишется о создании им славянской письменности уже после Кирилла и Мефодия. Г. А. Ильинский на основе русской версии «Хроники патриарха Никифора» считал, что кириллица была создана в 864 году. Возможно, кириллица была создана Климентом Охридским совместно с Наумом Охридским и Константином Преславским во время его нахождения в болгарской столице Плиске в 886—889 годах.
Благодаря предыдущей деятельности братьев азбука получила широкое распространение в южнославянских землях, что привело в 885 году к запрещению её использования в церковной службе римским папой, боровшимся с результатами миссии Константина-Кирилла и Мефодия.
В Болгарии при святом царе Борисе, принявшем в 860 году христианство, создаётся первая славянская книжная школа — Преславская книжная школа, — переписываются кирилло-мефодиевские оригиналы богослужебных книг (Евангелие, Псалтирь, Апостол, церковные службы), делаются новые славянские переводы с греческого языка, появляются оригинальные произведения на старославянском языке («О письменехъ Чрьноризца Храбра»). Болгария становится центром распространения славянской письменности.
«Золотой век» распространения славянской письменности относится ко времени царствования в Болгарии царя Симеона Великого (893—927 гг.), сына царя Бориса. Позже старославянский язык проникает в Сербию, а в конце X века становится языком церкви в Древней Руси.
Старославянский язык, будучи языком церкви на Руси, испытывал на себе влияние древнерусского языка. Это был старославянский язык русской редакции, так как включал в себя элементы живой восточнославянской речи.
Первоначально кириллицей пользовалась часть южных славян, восточные славяне, а также румыны (см. статью «румынская кириллица»); со временем их алфавиты несколько разошлись друг от друга, хотя начертание букв и принципы орфографии оставались (за исключением западносербского варианта, так называемой босанчицы) в целом едиными.

## Азбука кириллицы
Состав первоначальной кириллической азбуки нам неизвестен; «классическая» старославянская кириллица из 43 букв, вероятно, частью содержит более поздние буквы (ы, оу, йотированные). Кириллица целиком включает греческий алфавит (24 буквы), но некоторые сугубо греческие буквы (кси, пси, фита, ижица) стоят не на своём исходном месте, а вынесены в конец. К ним были добавлены 19 букв для обозначения звуков, специфических для славянского языка и отсутствующих в греческом. До реформы Петра I строчных букв в азбуке кириллицы не было, весь текст писали заглавными:46. Некоторые буквы кириллицы, отсутствующие в греческом алфавите, по очертаниям близки к глаголическим. Ц и Ш внешне схожи с некоторыми буквами ряда алфавитов того времени (арамейское письмо, эфиопское письмо, коптское письмо, еврейское письмо, брахми), и установить однозначно источник заимствования не представляется возможным. Б по очертаниям схожа с В, Щ с Ш. Принципы создания диграфов в кириллице (Ы из ЪІ, ОУ, йотированные буквы) в общем следуют за глаголическими.
Буквы кириллицы используются для записи чисел в точности по греческой системе. Вместо двух совсем архаических знаков — сампи и стигма, — которые даже в классический 24-буквенный греческий алфавит не входят, приспособлены другие славянские буквы — Ц (900) и S (6); впоследствии и третий такой знак, коппа, первоначально использовавшийся в кириллице для обозначения 90, был вытеснен буквой Ч. Некоторые буквы, отсутствующие в греческом алфавите (например, Б, Ж), не имеют числового значения. Это отличает кириллицу от глаголицы, где числовые значения не соответствовали греческим и эти буквы не пропускались.
Когда буквы кириллицы употреблялись в качестве цифр, над буквой ставился знак титла, а по сторонам её — две или одна точка.
Буквы кириллицы имеют собственные названия по различным нарицательным славянским именам, которые с них начинаются, или прямо взятые из греческого (кси, пси); этимология ряда названий спорна. Так же, судя по древним абецедариям, назывались и буквы глаголицы. Вот список основных знаков кириллицы:

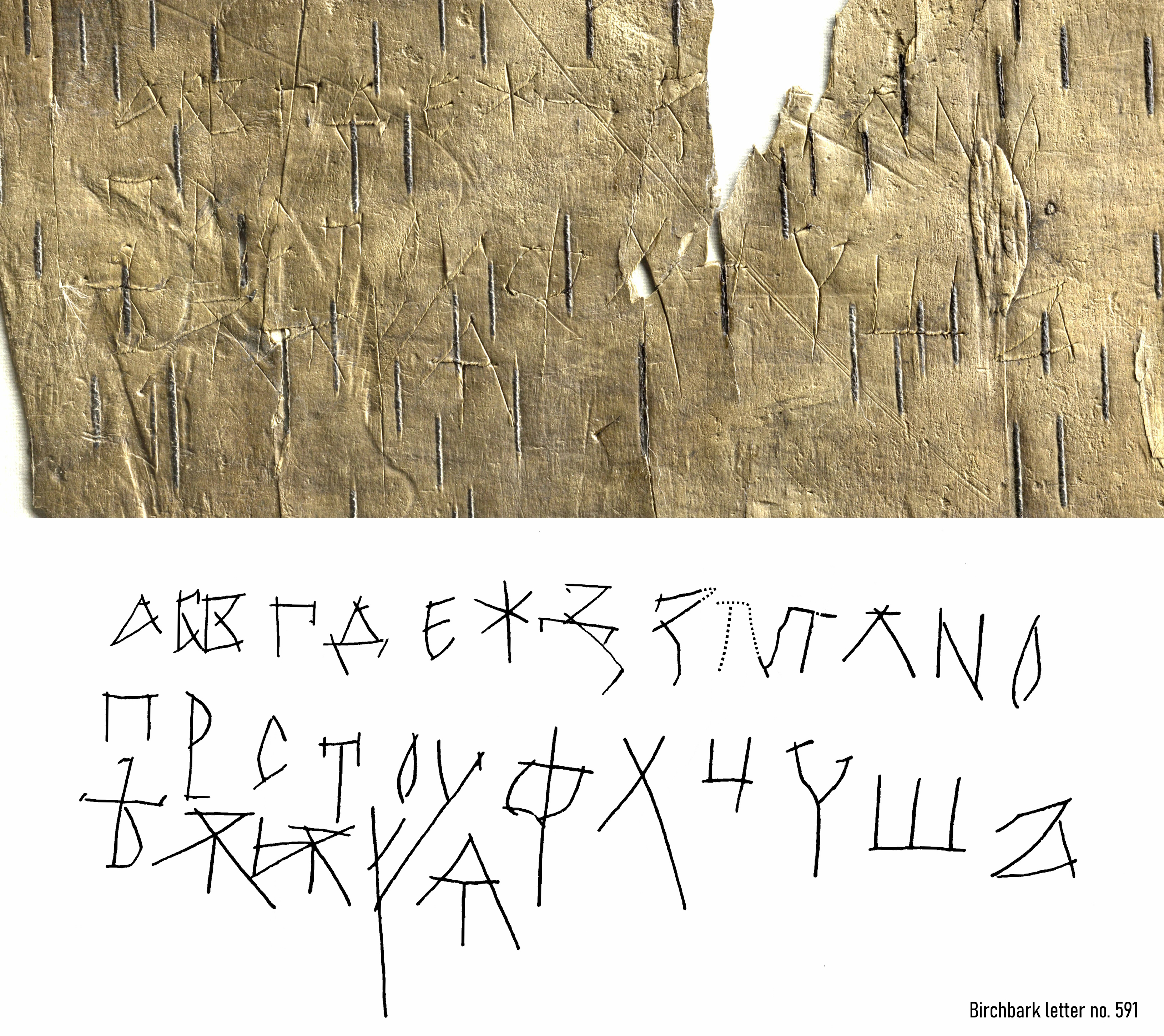
Азбука кириллицы: новгородская берестяная грамота № 591 (1025—1050 гг.) и её прорисовка

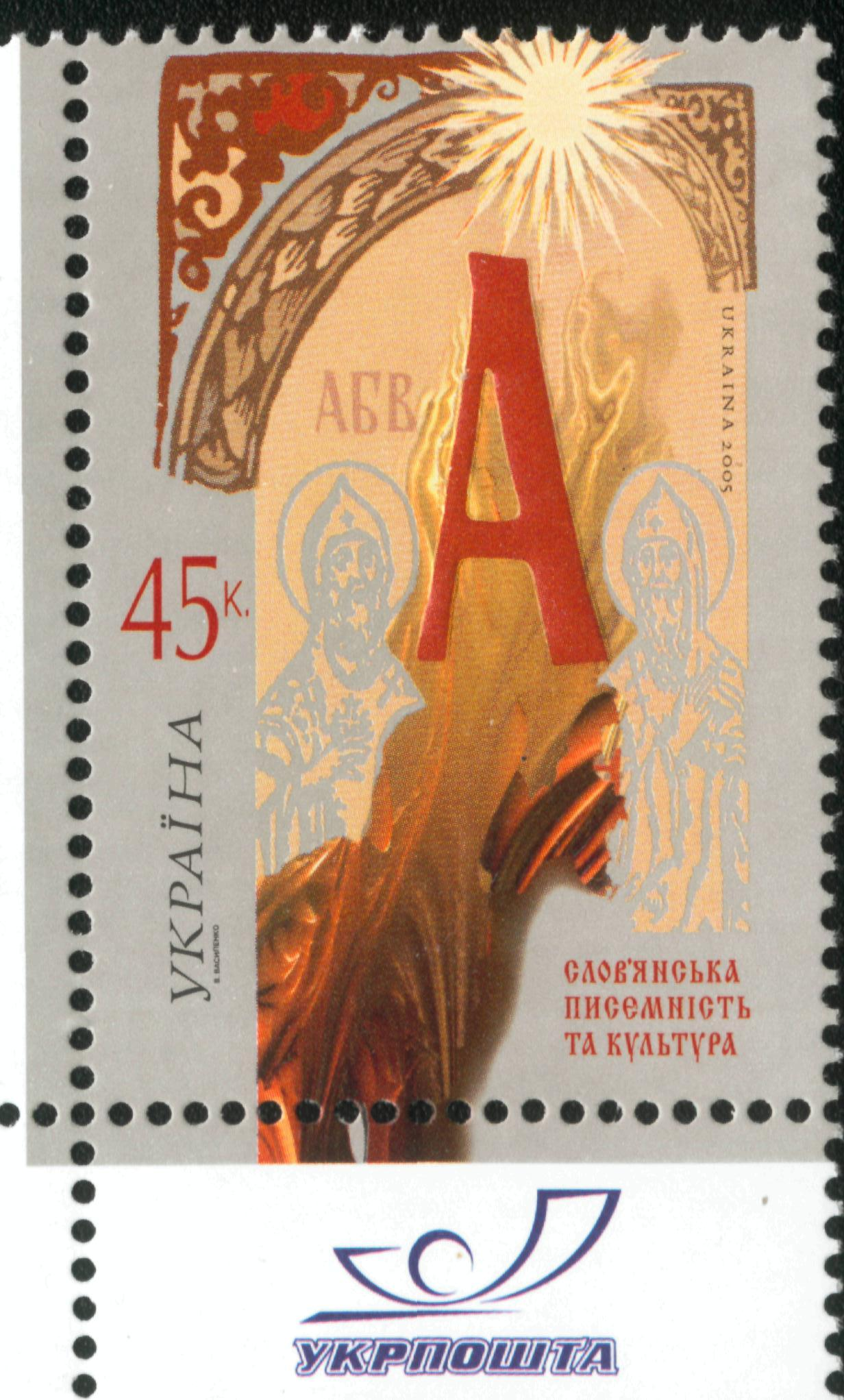
Почтовая марка Украины в честь славянской письменности — кириллицы. 2005

| Буква | Начер- тание | Числовое значение | Чтение          | Название                |
| ----- | ------------ | ----------------- | --------------- | ----------------------- |
| А     |              | 1                 | [а]             | аз                      |
| Б     |              |                   | [б]             | бу́ки                    |
| В     |              | 2                 | [в]             | ве́ди                    |
| Г     |              | 3                 | [г]             | глаго́ль                 |
| Д     |              | 4                 | [д]             | добро́                   |
| Е, Є  |              | 5                 | [э]             | есть                    |
| Ж     |              |                   | [ж]             | живе́те                  |
| Ѕ     |              | 6                 | [дз']           | зело́                    |
| Ꙁ, З  |              | 7                 | [з]             | земля́                   |
| И     |              | 8                 | [и]             | и́же (8-ричное)          |
| І, Ї  |              | 10                | [и]             | и (10‑ричное)           |
| К     |              | 20                | [к]             | ка́ко                    |
| Л     |              | 30                | [л]             | лю́ди                    |
| М     |              | 40                | [м]             | мысле́те                 |
| Н     |              | 50                | [н]             | наш                     |
| О     |              | 70                | [о]             | он                      |
| П     |              | 80                | [п]             | поко́й                   |
| Р     |              | 100               | [р]             | рцы                     |
| С     |              | 200               | [с]             | сло́во                   |
| Т     |              | 300               | [т]             | тве́рдо                  |
| Ѹ, Ꙋ  |              | (400)             | [у]             | ук                      |
| Ф     |              | 500               | [ф]             | ферт                    |
| Х     |              | 600               | [х]             | хер                     |
| Ѡ     |              | 800               | [о]             | оме́га                   |
| Ц     |              | 900               | [ц]             | цы                      |
| Ч     |              | 90                | [ч’]            | червь                   |
| Ш     |              |                   | [ш]             | ша                      |
| Щ     |              |                   | [ш’т’] ([ш’ч’]) | ща                      |
| Ъ     |              |                   | [ъ]             | ер                      |
| Ы, Ꙑ  |              |                   | [ы]             | еры́                     |
| Ь     |              |                   | [ь]             | ерь                     |
| Ѣ     |              |                   | [æ], [ие]       | ять                     |
| Ю     |              |                   | [йу]            | ю                       |
| Ꙗ     |              |                   | [йа]            | А йотированное          |
| Ѥ     |              |                   | [йэ]            | Е йотированное          |
| Ѧ     |              | (900)             | [э̃]             | Малый юс                |
| Ѫ     |              |                   | [õ]             | Большой юс              |
| Ѩ     |              |                   | [йэ̃]            | юс малый йотированный   |
| Ѭ     |              |                   | [йõ]            | юс большой йотированный |
| Ѯ     |              | 60                | [кс]            | кси                     |
| Ѱ     |              | 700               | [пс]            | пси                     |
| Ѳ     |              | 9                 | [θ], [ф]        | фита́                    |
| Ѵ     |              | 400               | [ү], [и], [в]   | и́жица                   |

Названия букв, приведённые в таблице, соответствуют принятым в России для современного церковнославянского языка.
Чтение букв могло различаться в зависимости от диалекта. Буквы Ж, Ш, Ц обозначали в древности мягкие согласные (а не твёрдые, как в современном русском); буквы Ѧ и Ѫ (и их йотированные варианты Ѩ и Ѭ) первоначально обозначали носовые (назализованные) гласные.
Во многих шрифтах присутствуют вышедшие из употребления буквы кириллицы; в церковных книгах используется предназначенный специально для них шрифт Ирмологион.

## Русская кириллица. Гражданский шрифт
В 1708—1711 годы Пётр I предпринял реформу русской письменности, устранив надстрочные знаки, упразднив несколько букв и узаконив другое (приближенное к латинским шрифтам того времени) начертание оставшихся — так называемый гражданский шрифт. Были введены строчные варианты каждой буквы, до этого все буквы азбуки были заглавными:46. Вскоре на гражданский шрифт (с соответствующими изменениями) перешли сербы, позже — болгары; румыны же в 1860-е годы отказались от кириллицы в пользу латинской письменности (что интересно, у них одно время использовался «переходный» алфавит, представлявший собой смесь латинских и кириллических букв). Гражданским шрифтом с минимальными изменениями начертаний (самое крупное — замена m-образной буквы «т» на нынешнюю её форму) русские, украинцы, сербы, болгары и белорусы пользуются и поныне.
За три века русский алфавит претерпел ряд реформ. Количество букв в основном уменьшалось, исключение составляют буквы «э» и «й» (употреблявшиеся и ранее, но узаконенные в XVIII веке) и единственная «авторская» буква — «ё», введённая в издании 1797 года русским историком и литератором Николаем Карамзиным. Последняя крупная реформа русской письменности была проведена в 1917—1918 годах (см. Реформа русской орфографии 1918 года), в результате чего появился современный русский алфавит, состоящий из 33 букв. Этот алфавит также стал основой многих неславянских языков бывшего СССР и Монголии (письменность для которых ранее XX века отсутствовала или была основана на других видах письменности: арабской, китайской, старомонгольской и т. п.).
О попытках отмены кириллицы см. статью «Латинизация».

### Современные кириллические алфавиты славянских языков
- Белорусский
- Болгарский
- Македонский
- Межславянский
- Русский
- Русинский
- Сербский
- Украинский

### Современные кириллические алфавиты неславянских языков
- Адыгейский
- Башкирский
- Бурятский
- Ваханский
- Гагаузский
- Горско-еврейский
- Даргинский
- Долганский
- Дунганский
- Ингушский
- Ительменский
- Кабардино-черкесский
- Казахский
- Калмыцкий
- Каракалпакский
- Каратинский
- Карачаево-балкарский
- Кетский
- Киргизский
- Крымскотатарский
- Крымчакский
- Коми (Коми-зырянский, коми-пермяцкий и коми-язьвинский)
- Корякский
- Кумыкский
- Лакский
- Лезгинский
- Мансийский (вогульский)
- Марийские (горный, луговой и северо-западный)
- Молдавский
- Мордовские (эрзянский и мокшанский)
- Монгольский
- Нанайский
- Нганасанский
- Негидальский
- Ненецкий
- Нивхский
- Ногайский
- Орокский
- Орочский
- Осетинский
- Рутульский
- Рушанский
- Саамский
- Селькупский
- Сойотско-цатанский
- Табасаранский
- Таджикский
- Татарский
- Татский
- Телеутский
- Тофаларский
- Тувинский
- Туркменский
- Удмуртский
- Удэгейский
- Узбекский
- Уйгурский
- Ульчский
- Хакасский
- Цахурский
- Цезский
- Чеченский
- Чувашский
- Чукотский
- Шорский
- Шугнанский
- Эвенкийский
- Эвенский
- Энецкий
- Эскимосский
- Юкагирский
- Ягнобский
- Язгулямский
- Якутский

## Распространение в мире

### Официальный алфавит
На данный момент в качестве официального алфавита кириллица используется в следующих странах:
 Республика Абхазия (частично признанное государство)
- абхазский язык
- русский язык

 Беларусь
- белорусский язык
- западнополесский язык
- русский язык

 Босния и Герцеговина
- сербский язык
- боснийский язык

 Болгария
- болгарский язык

 Казахстан
- казахский язык (планируется перевод казахского алфавита на латиницу к 2025 году)[12][13]
- русский язык

 Кыргызстан
- киргизский язык
- русский язык

 Северная Македония
- македонский язык

 Молдова
- русский язык в  Гагаузии

 Монголия
- монгольский язык

 Приднестровская Молдавская Республика (непризнанное государство)
- молдавский язык
- русский язык
- украинский язык

 Россия
- русский язык
- государственные и официальные языки в субъектах Российской Федерации (кроме вепсского, карельского и финского языков)

 Сербия
- сербский язык
- русинский язык/диалект в  Воеводине

 Таджикистан
- таджикский язык
- русский язык

 Украина
- украинский язык
- западнополесский язык

 Черногория
- черногорский язык (наряду с латиницей)
- сербский язык

 Южная Осетия (частично признанное государство)
- осетинский язык
- русский язык

### В прошлом
Азербайджан
- азербайджанский язык (переведён на латиницу в 1990-е годы, фактически с августа 2001 г.; в РФ (Дагестан) продолжает использоваться кириллица, в Иране — арабское письмо)

 Молдова
- гагаузский язык в  Гагаузии (переведён на латиницу в 1996 году)

 Узбекистан
- узбекский язык (официально переведён на латиницу в 1993 году, де-факто переход не завершился)
- каракалпакский язык в  Каракалпакстане (официально переведён на латиницу в 1994 году)

 Туркменистан
- туркменский язык (переведён на латиницу в 1990-е годы)

## Кодировки кириллицы
- Варианты кодировки ДКОИ (ДКОИ К1, ДКОИ К2)
- Варианты кодировки КОИ-7 (КОИ-7 Н0/Н1, КОИ-7 Н2)
- Варианты кодировки КОИ-8 (KOI8-R, KOI8-U и др.)
- Болгарская кодировка[англ.] (МИК)
- Основная кодировка
- Варианты альтернативной кодировки (CP866 и др.)
- CP855
- MacCyrillic
- ISO/IEC 8859-5
- Windows-1251

### Кириллица в Юникоде
В Юникоде версии 11.0 для кириллицы выделено пять блоков:
| название            | название                  | диапазон кодов (hex) | описание                                                         |
| ------------------- | ------------------------- | -------------------- | ---------------------------------------------------------------- |
| Cyrillic            | Кириллица                 | 0400—045F            | символы из ISO 8859-5, перемещённые вверх на 864 позиции         |
| Cyrillic            | Кириллица                 | 0460—047F            | исторические буквы                                               |
| Cyrillic            | Кириллица                 | 0480—04FF            | дополнительные символы для разных языков, использующих кириллицу |
| Cyrillic Supplement | Дополнение к кириллице    | 0500—052F            | дополнительные символы для разных языков, использующих кириллицу |
| Cyrillic Extended-A | Расширенная кириллица — A | 2DE0—2DFF            | надстрочные буквы для церковнославянского письма                 |
| Cyrillic Extended-B | Расширенная кириллица — B | A640—A69F            | разные исторические буквы                                        |
| Cyrillic Extended-C | Расширенная кириллица — C | 1C80—1C8F            | исторические формы начертания букв                               |

В Юникоде нет русских букв с ударением, поэтому приходится их делать составными, добавляя символ U+0301 («combining acute accent») после ударной гласной (например, ы́ э́ ю́ я́).
Долгое время наиболее проблемными были надстрочные буквы для церковнославянского языка, но начиная с версии 5.1 уже присутствуют практически все нужные символы.